# Richard Feehan
Pour les articles homonymes, voir Feehan.
Richard Feehan, né le 11 février 1960, est un homme politique canadien, il est élu à l'Assemblée législative de l'Alberta lors de l'élection provinciale de 2015. 
Il représente la circonscription d'Edmonton-Rutherford en tant qu'un membre du Nouveau Parti démocratique de l'Alberta.